# Stade Bollaert-Delelis
Stade Bollaert-Delelis (uttal: /bɔ'laʁt dəlelis/; tidigare Stade Félix Bollaert) är en fotbollsstadion i Lens i Frankrike, invigd 1933. Arenan är hemmaplan för RC Lens och har dessutom varit spelplats för matcher i fotbolls-EM (1984 och 2016), fotbolls-VM (1998) samt rugby-VM (1999 och 2007). Antalet läktarplatser är numera drygt 38 000.

## Historik

### Bakgrund
Hemmalaget RC Lens hade bildats redan 1906, och man spelade i begynnelsen sina hemmamatcher på Place Verte (dagens Place de la République); därefter var Pâture Mercier ('Merciers betesmark'), Cité des fleurs och Parc de la Glissoire (senare Parc des Glissoires) i tur och ordning matchunderlag.

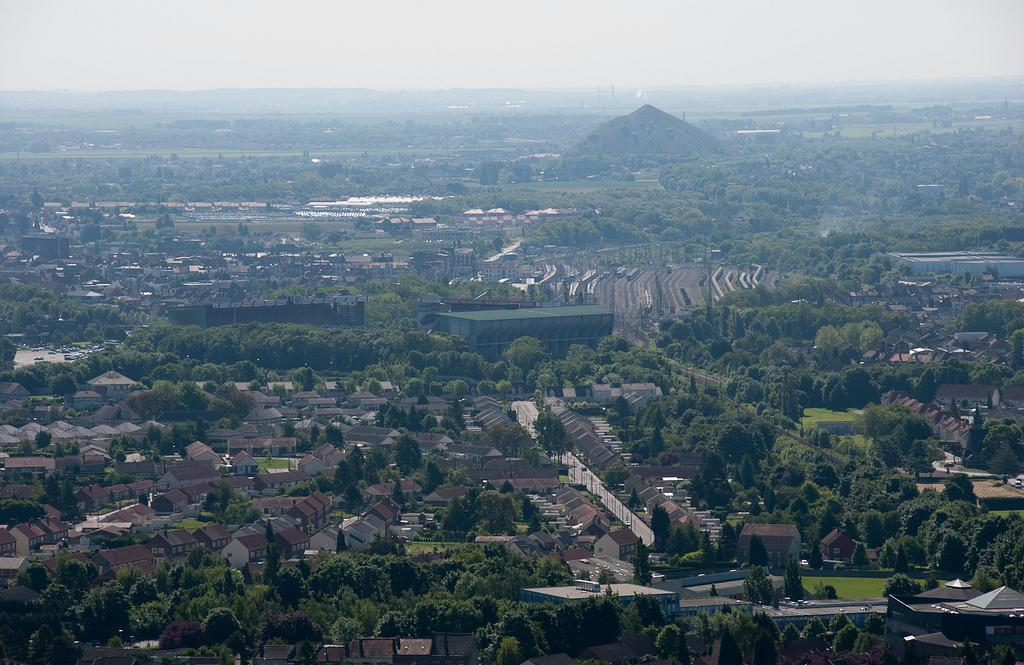
Lens är en av många kommuner i norra Frankrikes stenkolsregion, med Stade Bollaert-Delelis "mitt i byn".

Under 1920-talet skedde en stor invandring till regionen av främst polska gruvarbetare. RC Lens första supporterklubb grundades, Supporters Club Lensois, och klubben själv började nå framgångar på planen i regionen och senare på nationell nivå. Klubbens ökade betydelse ledde till att den kommunägda idrottsparken Raoul-Briquet lånades ut gratis till klubben, men behovet av en större arena för RC Lens ökade. Till slut köpte Lens gruvbolag 6 november 1929 en ödetomt för att där låta uppföra en ny fotbollsstadion.
Arenan invigdes 18 juni 1933, efter att byggnationen hade inletts ett år tidigare. Den fick 1936 namn efter Félix Bollaert, en stor gruvägare och föreningsmecenat i regionen som avled det året. Året efter blev Stade Félix-Bollaert en elitarena, efter RC Lens avancemang till Ligue 1.
Till en början hade läktarbygget ett ovalt utseende. Själva arenan omgavs av en stor läktare under tak samt mindre läktarsektioner runtom övriga delar av planen. Total läktarkapacitet var då 12 000.

### Nedgång och mästerskap
1954 installerades elljus runt arenan, vilket gav möjlighet att spela matcher även kvällstid. 1950- och 1960-talet var dock en nedgångsperiod, främst förorsakat av den sämre lönsamheten inom regionens gruvindustri. 1974 kunde gruvbolaget inte längre bära kostnaden för underhållet av arenan, och den överläts gratis till kommunen. Avtalet om överlåtelsen undertecknades slutligen 7 september 1976, mot en köpeskilling på 1 franc.
Därefter byggdes nya läktare på arenan. Redan 1976 färdigställdes den västra läktaren, med 12 000 ståplatser, och senare tillkom den norra läktaren med 10 000 sitt- och 5 000 sittplatser.
Ytterligare utbyggnad skedde inför 1984 års fotbolls-EM, där stadion tilldelats flera slutspelsmatcher. Eljusanläggningen uppdaterades, 3 600 platser tillkom på södra läktaren och en helt ny östläktare med 20 000 ståplatser konstruerades. Arenan blev därigenom en "fyrkantsarena" av engelskt snitt, med fyra separata läktare runtom. Totalt läktarkapacitet höjdes samtidigt till 51 000, och 1992 sattes publikrekord med 48 192 åskådare.
Arenan härbärgerade även matcher vid VM 1998. Nya ombyggnader medförde att tre av de fyra läktarna revs och byggdes upp i uppdaterat skick. Bland annat gjordes arbeten för ökad säkerhet, telekom-utrustning och omklädningsrum. Alla resterande ståplatser konverterades till sittplatser, vilket sänkte den totala läktarkapaciteten till 41 649.

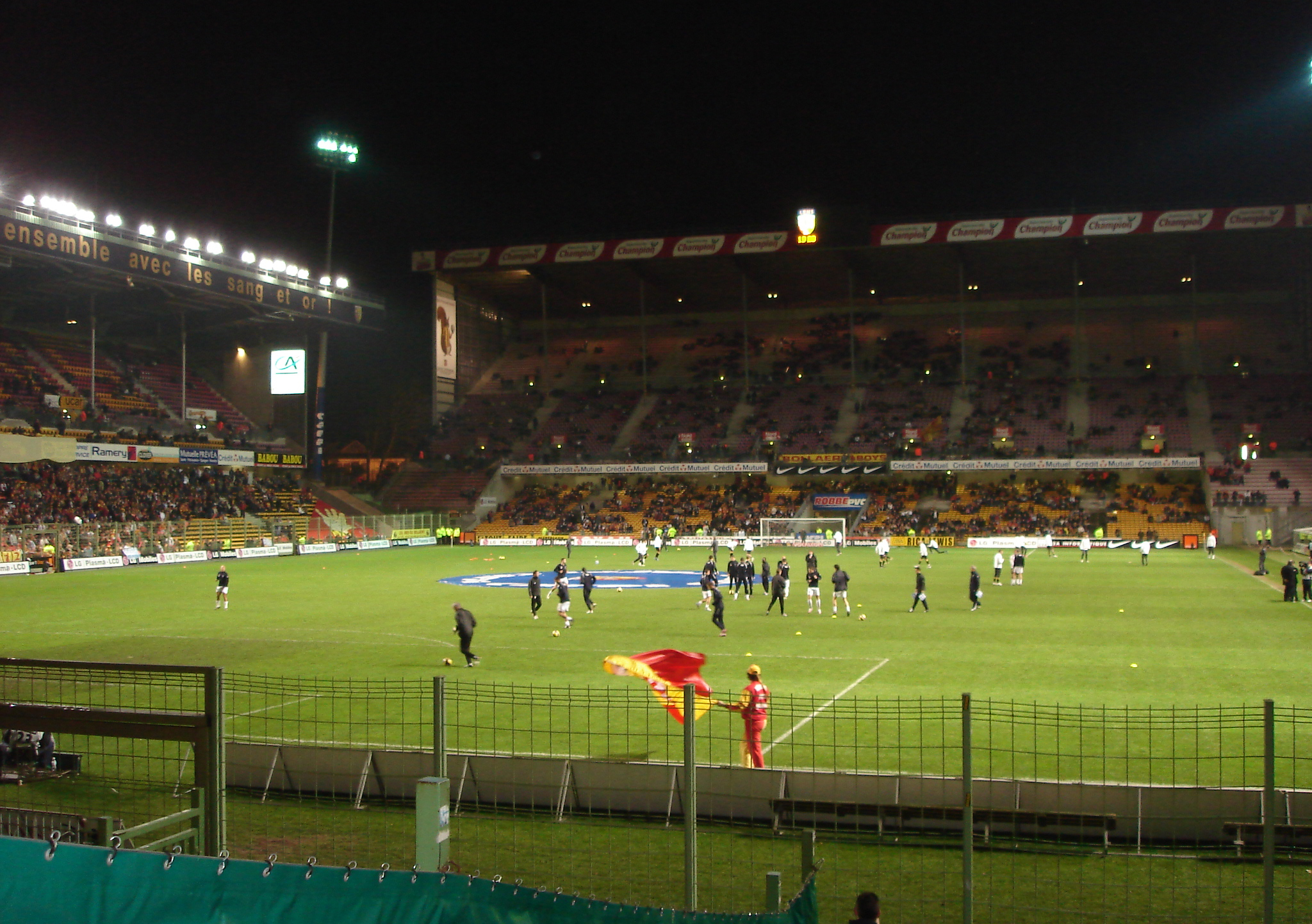
Arenan 2006, då namnet var Stade Félix Bollaert.

### Senare år
På senare år har hemmalaget RC Lens fått förnyade ekonomiska problem, bland annat genom att man i en lång följd av år varit nedflyttad till den franska andradivisionen. RC Lens skrev 2003 ett avtal med kommunen. Avtalet innebar att kommunen köpte arenan från klubben men att RC Lens fortfarande skulle få i princip förfoganderätt över anläggningen.
I september 2012 bytte arenan namn, från Stade Félix Bollaert till Stade Bollaert-Delelis. Namnändringen, som skedde efter ett beslut i kommunfullmäktige, ledde till att den nyligen avlidne André Delelis (borgmästare 1966–98 och fransk minister under Pierre Mauroy) blev del av anläggningens namn. Delelis hade 1968 bidragit till att RC Lens kunde räddas från konkurs och att klubben därefter dessutom blev arenaägare.
2014–15 skedde en ny ombyggnad av arenan, i samband med förberedelserna inför 2016 års europamästerskap i fotboll. RC Lens spelade under byggtiden sina hemmamatcher på Stade de la Licorne i Amiens. Denna ombyggnad var ursprungligen tänkt att utöka läktarkapaciteten till 44 000; av kostnadsskäl minskades istället antalet åskådarplatser till drygt 38 000 (till en kostnad av 70 miljoner euro mot planerade 111 miljoner euro).

## Plan och publikkapacitet

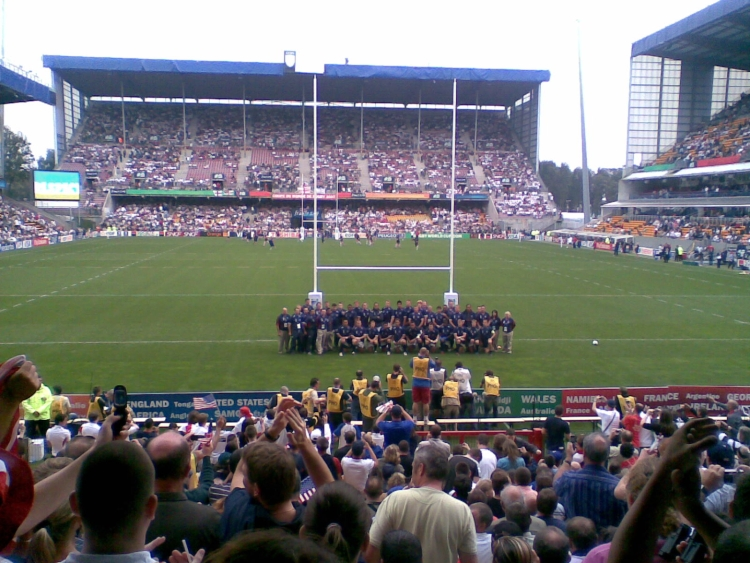
Arenan har arrangerat matcher i två VM-turneringar i rugby (foto från 2007).

Gräsmattan på Stade Bollaert-Delelis har 105 gånger 68 meter som effektiva mått för fotbollsspel.
Med en totalt läktarkapacitet på över 50 000 (sitt- och ståplatser) var Stade Félix-Bollaert i många år den största idrottsarenan i Frankrike. Senare ombyggnader har minskat kapaciteten, även om arenan fortfarande tar in fler åskådare än det finns invånare i kommunen. Lens är dock del av en stadsregion med 2,5 miljoner människor inom 5 mils radie (inklusive Lille, med sin egen storklubb), vilket innebär att många biljetter köps av fotbollssupportrar från olika grannkommuner.
Historisk läktarkapacitet
- 12 000 (1933)
- 33 443
- 39 000[3]
- 51 000 (1984)[3]
- 41 649 (1998)
- >40 000 (2004)[3]
- 38 223 sittplatser (2015)

Publikrekordet är 48 912. Det sattes den 15 februari 1992, vid matchen Lens–Olympique de Marseille.

## Större evenemang
Stade Bollaert-Delelis har varit spelarena vid flera internationella fotbollsarrangemang (för herrar). Detta inkluderar EM 1984, VM 1998 och EM 2016. Dessutom har man stått värd för matcher under två VM-turneringar i rugby – 1999 och 2007.